# Chemin de fer Fribourg–Morat–Anet
| TPF-Regionalzug mit Triebwagen RBDe 567 im Jahr 2008 zwischen Sugiez und Ins |                                           |                                    |                                    |
| Streckennummer (BAV): | 255 (Givisiez–Murten) 256 (Muntelier–Ins) |                                    |                                    |
| Fahrplanfeld: | 255                                       |                                    |                                    |
| Streckenlänge: | 25,60 km                                  |                                    |                                    |
| Spurweite: | 1435 mm (Normalspur)                      |                                    |                                    |
| Stromsystem: | 15 kV 16,7 Hz ~                           |                                    |                                    |
| Maximale Neigung: | 30 ‰                                      |                                    |                                    |
| Minimaler Radius: | 185 m                                     |                                    |                                    |
| |                                           |                                    |                                    |
| Fribourg–Ins |                                           |                                    |                                    |
| \| \| \| von Romont S 20 S 21 \| \| \| \| 49,92 \| Fribourg/Freiburg \| 629 m ü. M. \| \| \| \| nach Bern \| \| \| \| \| Autobahn A12 (72 m) \| \| \| \| 45,924,02 \| Givisiez \| 616 m ü. M. \| \| \| \| SBB-Broyelinie nach Payerne \| \| \| \| 5,84 \| Belfaux-Village \| 588 m ü. M. \| \| \| 9,16 \| Pensier \| 551 m ü. M. \| \| \| 12,35 \| Courtepin \| 576 m ü. M. \| \| \| 16,89 \| Cressier FR \| 540 m ü. M. \| \| \| 20,55 \| Münchenwiler-Courgevaux \| 479 m ü. M. \| \| \| \| SBB-Broyelinie von Payerne \| \| \| \| 22,1776,52 \| Murten/Morat Endpunkt S 5 \| 548 m ü. M. \| \| \| 78,57 \| Muntelier-Löwenberg \| 439 m ü. M. \| \| \| 79,0924,85 \| Muntelier \| 435 m ü. M. \| \| \| \| SBB-Broyelinie nach Kerzers S 5 \| \| \| \| 27,80 \| Sugiez \| 434 m ü. M. \| \| \| \| BLS-BN von Bern–Kerzers \| \| \| \| 32,19 \| Ins Endpunkt S 21 \| 438 m ü. M. \| \| \| \| Anschluss ASm-BTI nach Biel/Bienne \| \| \| \| \| BLS-BN nach Neuchâtel S 20 \| \| |                                           |                                    |                                    |
| Strecke |                                           | von Romont S 20 S 21               | von Romont S 20 S 21               |
| Bahnhof | 49,92                                     | Fribourg/Freiburg                  | 629 m ü. M.                        |
| Abzweig geradeaus und nach rechts |                                           | nach Bern                          | nach Bern                          |
| Brücke |                                           | Autobahn A12 (72 m)                | Autobahn A12 (72 m)                |
| Bahnhof | 45,924,02                                 | Givisiez                           | 616 m ü. M.                        |
| Abzweig geradeaus und nach links |                                           | SBB-Broyelinie nach Payerne        | SBB-Broyelinie nach Payerne        |
| Bahnhof | 5,84                                      | Belfaux-Village                    | 588 m ü. M.                        |
| Bahnhof | 9,16                                      | Pensier                            | 551 m ü. M.                        |
| Bahnhof | 12,35                                     | Courtepin                          | 576 m ü. M.                        |
| Bahnhof | 16,89                                     | Cressier FR                        | 540 m ü. M.                        |
| Haltepunkt / Haltestelle | 20,55                                     | Münchenwiler-Courgevaux            | 479 m ü. M.                        |
| Abzweig geradeaus und von links |                                           | SBB-Broyelinie von Payerne         | SBB-Broyelinie von Payerne         |
| Bahnhof | 22,1776,52                                | Murten/Morat Endpunkt S 5          | 548 m ü. M.                        |
| Haltepunkt / Haltestelle | 78,57                                     | Muntelier-Löwenberg                | 439 m ü. M.                        |
| Dienststation / Betriebs- oder Güterbahnhof | 79,0924,85                                | Muntelier                          | 435 m ü. M.                        |
| Abzweig geradeaus und nach rechts |                                           | SBB-Broyelinie nach Kerzers S 5    | SBB-Broyelinie nach Kerzers S 5    |
| Bahnhof | 27,80                                     | Sugiez                             | 434 m ü. M.                        |
| Abzweig geradeaus und von rechts |                                           | BLS-BN von Bern–Kerzers            | BLS-BN von Bern–Kerzers            |
| Bahnhof | 32,19                                     | Ins Endpunkt S 21                  | 438 m ü. M.                        |
| Strecke |                                           | Anschluss ASm-BTI nach Biel/Bienne | Anschluss ASm-BTI nach Biel/Bienne |
| Strecke |                                           | BLS-BN nach Neuchâtel S 20         | BLS-BN nach Neuchâtel S 20         |

Die Chemin de fer Fribourg–Morat–Anet (FMA), deutsch Freiburg-Murten-Ins-Bahn, war eine Eisenbahngesellschaft in den Schweizer Kantonen Freiburg und Bern. Sie bestand bis zur Fusion zu den Chemins de fer fribourgeois Gruyère–Fribourg–Morat (GFM) per 1. Januar 1942. Ihre Strecke bildet heute einen Teil des Normalspurnetzes der Freiburgischen Verkehrsbetriebe (Transports publics fribourgeois, TPF).

## Geschichte
Unter dem Namen Chemin de fer Fribourg–Morat (FM), deutsch Freiburg-Murten-Bahn, wurde am 23. August 1898 die normalspurige 22 Kilometer lange Eisenbahnstrecke zwischen Freiburg und Murten eröffnet. Der Betrieb wurde mit Rollmaterial und Personal der Jura–Simplon (JS) durchgeführt. Die FM befuhr auf den ersten vier Kilometern zwischen Freiburg und Givisiez den am 25. August 1876 durch die Suisse-Occidentale (SO) eröffneten Abschnitt Freiburg–Payerne der Broye transversale. In Murten erreichte die FM die Broye longitudinale (Palézieux–Murten–Lyss), die ebenfalls von den SO eröffnet wurde. Die beiden Broyelinien gehörten bei Betriebsaufnahme der FM bereits zur JS.
Die FMA geriet trotz Finanzzuschüssen zunehmend in Geldnöte. In den Anfangsjahren war allein schon der Betrieb stark defizitär.
Im Februar wurde mit dem Bau der um rund 10 Kilometer verlängerten Strecke Muntelier-Löwenberg–Ins (frz. Anet) begonnen, und am 1. Mai 1903 konnte der Betrieb aufgenommen werden,
den die Bahn nun selbst übernahm. Der Name des Unternehmens wurde in Chemin de fer Fribourg–Morat–Anet (FMA) angepasst. Seither werden zwischen Murten und Muntelier gut zweieinhalb Kilometer des am 12. Juni 1876 eröffneten Abschnitts Murten–Lyss der Broye longitudinale durch die FMA mitbenutzt. Zum gleichen Termin wurde die JS, die Eigentümerin der von der FMA mitbenutzten Broyelinien, zu den Schweizerischen Bundesbahnen (SBB) verstaatlicht. In Ins erreichte die FMA die am 1. Juli 1901 eröffnete Strecke der Bern-Neuenburg-Bahn (BN).

### Elektrifizierung
Am 23. Juli 1903 wurde die gesamte Bahnstrecke mit Gleichstrom elektrifiziert. Da Abschnitte der SBB mitbenutzt wurden und diese keine Fahrleitung zuliessen, wählte die FMA – in der Schweiz höchst unüblich – ein Stromschienensystem mit seitlicher dritter Schiene. Dieses System, das ebenfalls die Martigny-Châtelard-Bahn (MC) verwendet,
erwies sich vor allem im Winter als störungsanfällig. Für den elektrischen Betrieb wurden auch die beiden den SBB gehörenden Abschnitte Freiburg–Givisiez und Murten–Muntelier-Löwenberg mit dritter Schiene und die Bahnhofsbereiche mit einer einfachen Fahrleitung ausgerüstet. Dasselbe galt für den der Bern-Neuenburg-Bahn gehörenden Bahnhof Ins. Im Laufe der Jahre wurden bei der FMA Spannungen zwischen 750 und 900 Volt verwendet. In Freiburg gab es zudem ab 1906 ein mit Gleichstrom elektrifiziertes Anschlussgleis nach Pérolles. Die dortige ehemalige Sägerei wurde 1923 erworben und gemeinsam mit der TF (Société des Tramways de Fribourg, später Transport en commun de Fribourg) als Werkstätte genutzt.
Seit dem 19. März 1917 besteht in Ins ein Anschluss an die meterspurigen Seeländischen Lokalbahnen (SLB) nach Nidau. Am 21. August 1926 wurde die SLB-Bahnstrecke nach Biel/Bienne verlängert.
Die 1926 beschlossene Elektrifizierung der SBB-Strecke Lausanne–Bern erforderte im Bahnhof Freiburg die Umstellung von Fahrleitungsbetrieb auf dritte Schiene, welche mit Faserzementplatten abgedeckt wurde. Zwei Jahre später wurde die Bern-Neuenburg-Bahn elektrifiziert, und der Bahnhof Ins musste angepasst werden. Hingegen wurde 1939 der Fahrleitungsbetrieb auf Betreiben der SBB von Murten bis zur Verzweigung Richtung Ins ausgedehnt. Bald jedoch kollidierte der Gleichstrombetrieb mit den Elektrifizierungsplänen für die SBB-Nebenstrecken.
Zur Elektrifizierung wurden drei Triebwagen BCFe 4/4 1–3 beschafft, die Nummer 4 mit etwas längerem Wagenkasten folgte 1907. Schliesslich kam 1931 noch ein weiterer Triebwagen dazu, der BCFe 4/4 5. Dieser wurde 1946 zum Wechselstromtriebwagen BCFe 2/4 umgebaut, indem er einen Transformator und ein neues Triebdrehgestell erhielt. Dieser Triebwagen ging 2003 an den Tramclub Freiburg (CTF) über. Mit der Fusion zu den GFM hatten die Triebwagen die Nummern 151–155 erhalten.
Erhalten blieb der Gleichstrombetrieb auf dem Anschlussgleis nach Pérolles. Dafür wurde 1947 ein neuer Te 2/2 52 beschafft, der den 1906 vom Elektrizitätswerk des Kantons Freiburg in Betrieb genommenen Te 2/2 51 ergänzte. Der Te 52 wurde 1998 abgebrochen, nachdem das Anschlussgleis aufgehoben worden war.

### Chemins de fer fribourgeois Gruyère–Fribourg–Morat

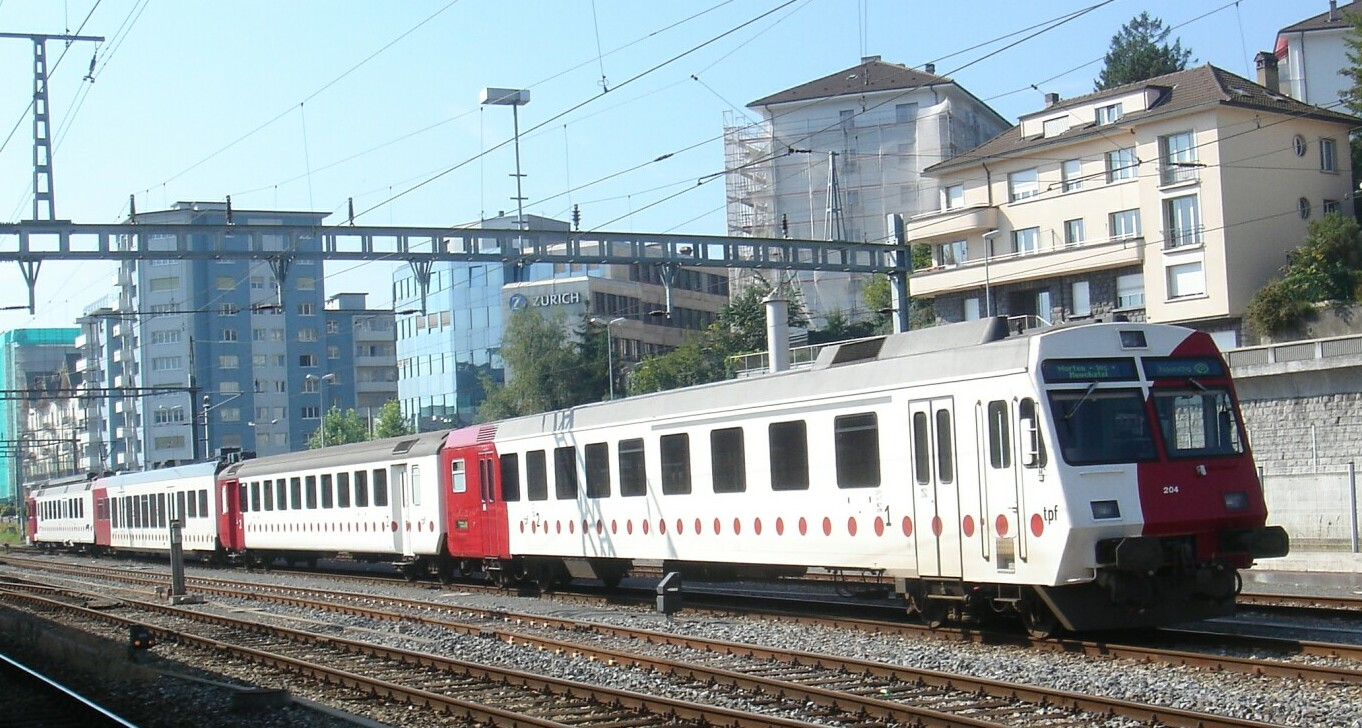
TRN ABt 204 und RBDe 567 316 im TPF-Anstrich in Freiburg

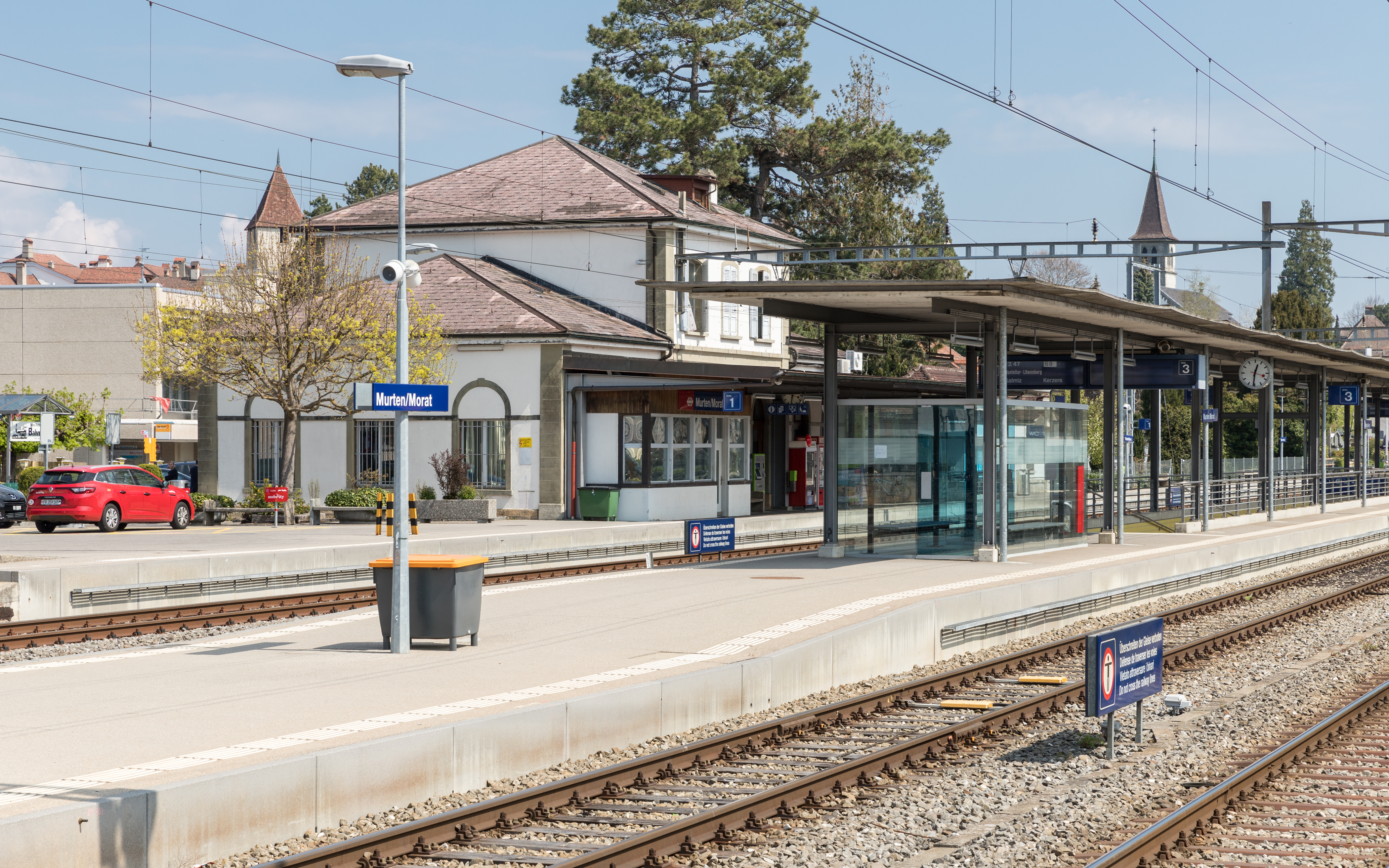
Bahnhof Murten/Morat

Per 1. Januar 1942 fusionierten die FMA, die ebenfalls normalspurige Bulle-Romont-Bahn (BR) (frz.: Chemin de fer Bulle–Romont) und die meterspurigen Chemins de fer électriques de la Gruyère (CEG) zu den Chemins de fer fribourgeois Gruyère–Fribourg–Morat (GFM).
Die Fusion zu den GFM hatte kaum Einfluss auf den Betrieb der FMA, Synergien mit der BR waren aufgrund der geographischen Distanz nur rudimentär vorhanden. Mit der fortschreitenden Elektrifizierung der umliegenden SBB-Strecken wurde schliesslich auch die FMA auf Wechselstrom via Fahrleitung umelektrifiziert. Am 12. August 1947 wurde der Betrieb unter 15 kV 16 ⅔ Hz aufgenommen.

### Transports publics Fribourgeois
Per 1. Januar 2000 fusionierten die GFM mit der Transport en commun de Fribourg (TF) zu den Freiburgischen Verkehrsbetrieben (TPF) (frz.: Transports publics Fribourgeois), denen die FMA-Strecke seither gehört.
In den 2010er-Jahren sind mehrere Stationen der Strecke Freiburg–Murten saniert und als Kreuzungsstationen ausgebaut worden, zuerst Belfaux-Village, dann Pensier, dann Münchenwiler-Courgevaux (2017), Courtepin (2018) und zuletzt Givisiez (2019). Ende 2017 wurde werktags der Halbstundentakt zwischen Freiburg und Ins eingeführt – die normalen Kreuzungen finden in Pensier und Münchenwiler-Courgevaux statt. Cressier FR soll auch noch saniert werden, aber ohne Kreuzungsmöglichkeit.

## Rollmaterial
→ siehe Abschnitt Rollmaterial Normalspur im Artikel Freiburgische Verkehrsbetriebe